# 哈斯克爾鎮區 (哈斯克爾縣)
哈斯克爾鎮區（英語：Haskell Township）為位在美國堪薩斯州哈斯克爾縣的鎮區。2010年美国人口普查中該鎮區人口有2,094人。

## 地理
哈斯克爾鎮區涵蓋面積498.56平方（192.50平方英里），境內擁有一座城鎮：薩布萊特（縣治）。

### 墓園
根據美國地質調查局的資料，此鎮區擁有2座墓園：
- 哈斯克爾墓園（Haskell Cemetery）
- 艾文霍墓園（Ivanhoe Cemetery）

### 機場
- 柯里法姆斯機場（Currey Farms Airport）
- 薩布利特飛行俱樂部降落跑道（Sublette Flying Club Land Strip）

## 人口統計
根據2010年美國人口普查，哈斯克爾鎮區人口有2,094人，人口密度為4.2人/平方公里。種族方面，87.15%為白人；0.05%為非裔美洲人；0.86%為美洲原住民；0.05%為亞洲人；0%為太平洋島民；9.89%為其他種族；另外有2.01%為兩個或以上的種族。而西班牙裔美國人或拉丁美洲人佔該鎮區人口的24.93%。

## 外部連結
- US-Counties.com
- City-Data.com（页面存档备份，存于）